# Moulin à vent du Fresne
Le moulin à vent du Fresne est un moulin situé en France sur la commune de Savennières, dans le département de Maine-et-Loire en région Pays de la Loire.
Le moulin fait l'objet d'une inscription au titre des monuments historiques depuis le 21 novembre 1975.

## Localisation
Le moulin est situé dans le département français de Maine-et-Loire, sur la commune de Savennières.

## Historique
L'édifice est inscrit au titre des monuments historiques en 1975.